# ヴォジャ河畔の戦い
ヴォジャ河畔の戦い（ヴォジャかはんのたたかい、ロシア語: Битва на реке Воже）は、1378年8月11日にモスクワ大公国とジョチ・ウルス（金帳汗国）との間で行われた戦い。この戦いにおいて史上初めてロシア人はモンゴル人（タタール人）に勝利を収め、1380年のクリコヴォの戦いとともにモンゴル人によるロシア支配の弱体化を象徴する事件と見なされている。

## 概要
1359年のベルディ・ベク・ハンの死後、ジョチ・ウルスではバトゥ家が断絶し、ハンが乱立する「大紛乱（ロシア語: эамятня беликая）」時代に陥った。この混乱の中で台頭してきたのがモスクワ大公国で、当時の大公ドミートリー・イヴァーノヴィチ（後にドン川の勝利によって「ドンスコイ」の名で著名となる）はスーズダリ・ニジェゴロド大公のドミートリ―を攻めてウラジーミル大公位を獲得し、後述するママイの支援を受けたトヴェリ大公ミハイル・アレクサンドロヴィチをも破った。一方、分裂したバトゥ・ウルスの西半ではキヤト氏族出身のママイが傀儡ハンを擁立して台頭し、ルーシ諸公国にとって最大の脅威となっていた。1377年にはバトゥ・ウルス東半を支配するアラブシャーがピャナ河の戦いでモスクワを敗っており、これを急速に拡大しつつあるモスクワ大公国を叩く好機と見たママイは配下のベギチ率いる軍団を派遣し、これがヴォジャ河畔の戦いの始まりとなった。
ベギチ軍の接近を聞いたドミートリー・イヴァーノヴィチは自ら軍を率いて出陣し、両軍はオカ川の支流であるヴォジャ川の近くで遭遇した。事前の偵察に成功したドミトリーは、ベギチ軍が渡河に使おうとしていた浅瀬を塞ぐことができた上、布陣に適した丘の上を占めることに成功した。ロシア軍の陣形は弓形で、中央をドンスコイが、両翼をティモフェイ・ベリャミノフとアンドレイ・アリヘルダヴィチがそれぞれ指揮していた。
ベギチは長い間待った後に川を渡り、ロシア軍を両側から包囲しようとした。しかし、ベギチ軍騎兵の攻撃は撃退され、ロシア軍の反撃によって無秩序に退却し始め、多くの者が川で溺死した。ベギチ自身も戦死し、戦闘はモスクワ軍の勝利に終わった。
ヴォジャ河畔の戦いは、ロシア軍がジョチ・ウルスの軍勢を相手にした最初の本格的な勝利であった。ロシア史上では「ロシア軍が始めてモンゴル（タタール）軍を破った戦い」としてこの2年後のクリコヴォの戦いが特筆される傾向にあるが、ヴォジャ河畔の戦いもモンゴル騎兵の不敗神話を崩し後世のロシア人多大な心理的影響をもたらしたとみられる。もっとも、この戦いで敗れたのはママイ軍の一分遣体に過ぎず、この時を上回る大軍勢を招集したママイは2年後にヴォジャ河の報復として再びモスクワに出兵し、クリコヴォの戦いが引き起こされることとなる。